# Jean-Baptiste Maunier
Jean-Baptiste Maunier (Brignoles, Provence-Alpes-Côte d’Azur, 1990. december 22. –) francia színész és énekes.

## Életpályája
Szülei Thierry és Muriel Maunier. Egy fiatalabb testvére van, Benjamin.

### Énekes
Édesapja után ő is folytatta a családi tradíciót – amikor hatodikos korában az éneklés mellett döntött, és belépett a Les Petits Chanteurs de Saint-Marc (teljes nevén a "La Chorale des Petits Enfants De Saint-Marc") kórusába. A karmestere Nicolas Porte felfedezte a tehetségét és segítette.
A Kóristák (Les Choristes) bemutatója (2004. március 17.) és sikerei után a kórussal számos koncertet adtak világszerte. A film zenéjét Les Choristes - Les Choristes címmel cd-n is kiadták. Les Choristes : Live au palais des Congrès címmel DVD, és a  Les Choristes en concert [Live] címmel CD is megjelent Jean-Baptiste szólóéneklésével, a kórus előadásában.
2005 februárban kilépett a kórusból, hogy több időt fordítson a tanulásnak és a színészkedésnek.
2005-ben Clemence Saint-Preux énekessel duót énekelt, "Concerto pour une voix" c. Saint Preux szerzeményének (1969) a "Concerto pour deux voix" című átiratára.
Teljesen nem hagyott fel az énekléssel, alkalmanként jótékonysági koncerteken fellép a Les Enfoirés-en.

### Színész
Színészi karrierje a Kóristák (Les Choristes) c. filmmel kezdődött 2004-ben. A film rendezői egész Franciaországot végigjárták, amíg rátaláltak a Petits Chanteurs de Saint-Marc kórusra, és a filmben szereplő tagok között felfigyeltek JB különleges hangjára. Pierre Morhange diák szerepét osztották rá és színészként is megállta a helyét. A film hatalmas sikert aratott világszerte. Ezután JB több figyelmet szentelt színészi karrierjének.

## Filmográfia
| Év   | Eredeti cím : alcím        | Magyar cím : alcím         | Szerep           | Műfaj        |
| ---- | -------------------------- | -------------------------- | ---------------- | ------------ |
| 2004 | Les choristes              | Kóristák                   | Pierre Morhange  | dráma        |
| 2006 | Le cri                     |                            | a 15 éves Robert | rövidfilm    |
| 2006 | Piccolo, Saxo et compagnie | Piccolo, Saxo és a többiek | Saxo             | családi film |
| 2006 | Le grand Meaulnes          | A titokzatos birtok        | François Seurel  | dráma        |
| 2007 | Hellphone                  | Pokoli mobil               | Sid              | vígjáték     |
| 2007 | L’Auberge rouge            | A vörös fogadó             | Octave           | vígjáték     |